# Park ha-Jarkon
Park ha-Jarkon (hebr. פארק הירקון, Ganei Yehoshua, Park HaYarkon) – park miejski położony nad rzeką Jarkon w północnej części Tel Awiwu, w Izraelu. Park obejmuje rozległe tereny trawiaste, na których umieszczono liczne obiekty sportowe, aquapark, ogrody botaniczne, ptaszarnię, dwa miejsca koncertowe i sztuczne jezioro zaporowe. Park jest odwiedzany przez 1,2 miliona gości rocznie.

## Nazwa

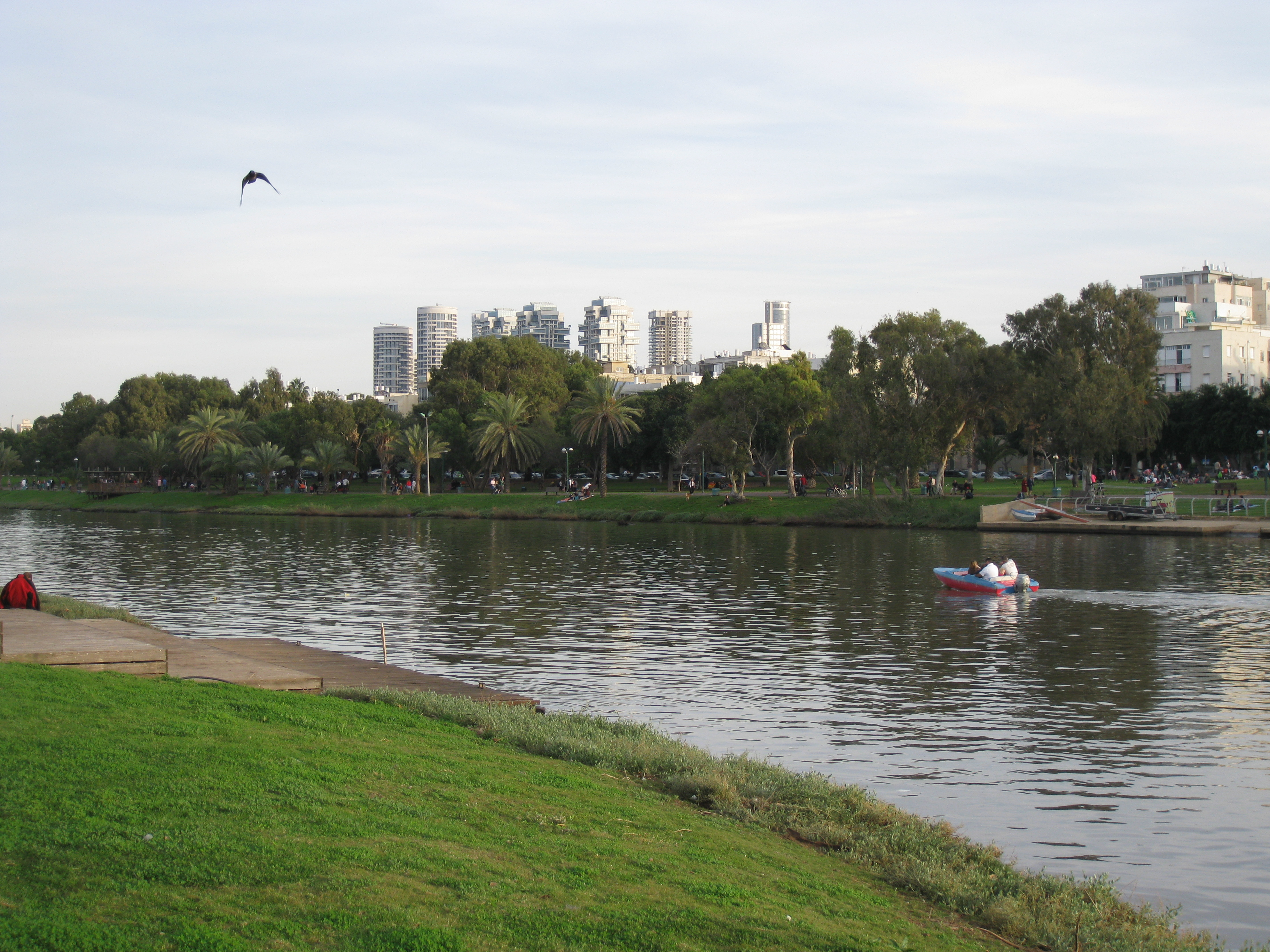
Widok na rzekę Jarkon i Park ha-Jarkon w tle

Położony pośrodku aglomeracji miejskiej park jest nazywany Parkiem Jarkon, ponieważ rozciąga się on po obu brzegach rzeki Jarkon. Jednak w rzeczywistości nosi on nazwę Gane Jehoszua (Ogrody Joshuy). Nazwę nadano mu na cześć burmistrza Tel Awiwu, Jehoszuy Rabinowica (1911-1979).

## Położenie
Park zajmuje powierzchnię 380 ha, która rozciąga się na obu brzegach rzeki Jarkon, począwszy od miasta Ramat Gan, poprzez Tel Awiw, aż do ujścia rzeki do Morza Śródziemnego. Wschodnia część parku jest rozległym obszarem, na którym znajduje się wiele otwartych ogrodów i obszarów piknikowych z bogatą infrastrukturą turystyczno-rozrywkową. Natomiast w części zachodniej park stanowi wąski pas zieleni położonej po obu brzegach rzeki Jarkon - są to bulwar Rokah na północy i bulwar Bawli na południu.

## Środowisko naturalne
Tereny parku Jarkon są w większości porośnięte trawami, a drzewostan jest zdominowany przez drzewa eukaliptusowe, które w przeszłości były sadzone w Izraelu w celu osuszania terenów bagiennych.
Rzeka Jarkon, pomimo dużego zanieczyszczenia, przyciąga różnorodne ptaki wodne. Izrael jest położony na skrzyżowaniu szlaków migracji ptaków z trzech kontynentów: Azji, Afryki i Europy. Tutejsze zbiorniki wodne są ważnym miejscem odpoczynku dla ptaków wędrownych, które zimują w Afryce i na wiosnę powracają do miejsc lęgowych w Europie. Wśród przelatujących ptaków nad rzeką Jarkon można spotkać bociany, czaple i wiele innych mniejszych. Do warunków zanieczyszczonego środowiska wodnego rzeki Jarkon dostosowała się także nutria, które była początkowo sprowadzana do Izraela w celach hodowlanych, niektórym osobnikom udało się jednak uciec i znalazły one schronienie na zarośniętych brzegach rzeki Jarkon.

## Rozkład przestrzenny
Park ma sześć ogrodów:

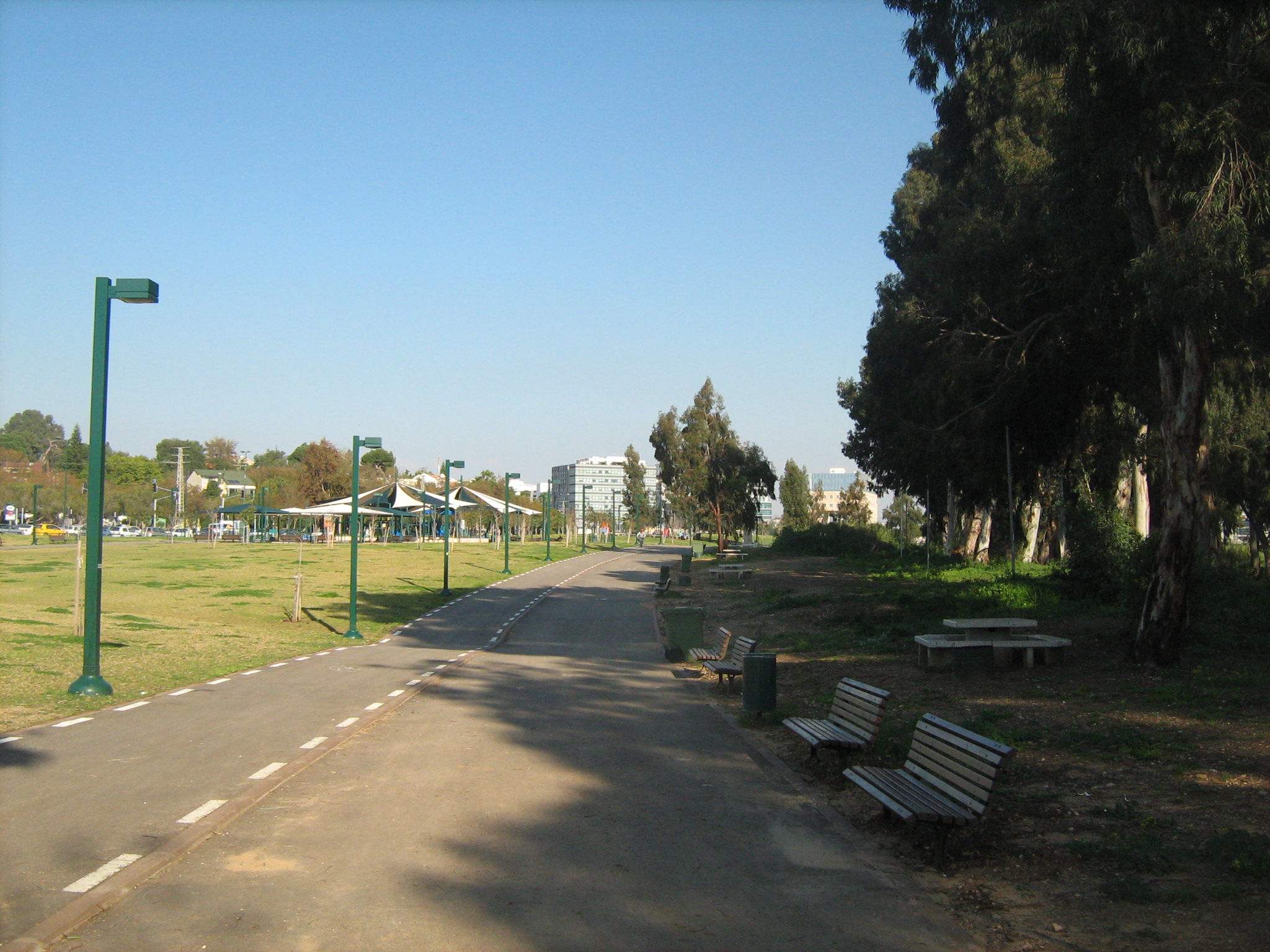
Park ha-Jarkon

- Gan HaBanim (Ogród Synów) – jest najbardziej wysuniętą na zachód częścią parku, położoną przy osiedlu Kochaw ha-Cafon. Na terenie tego parku znajduje się pomnik upamiętniający poległych żołnierzy z Tel Awiwu. Pomnik ma formę czarnych granitowych filarów, wokół których utworzono dwanaście zagajników ze wszystkimi typowymi dla Izraela drzewami. Każdy zagajnik jest poświęcony innej wojnie. Bardzo często w miejscu tym odbywają się różne uroczystości państwowe[1].
- Gan Nifga'ei HaTeror (Ogród Pomnika Ofiar Terroru).
- Gan HaSlaim (Ogród Skalny) – położony w centralnej części parku. Jest to jeden z największych tego typu ogrodów na świecie. Na powierzchni 10 akrów zgromadzono liczne kamienie, odzwierciedlające geologiczną różnorodność Ziemi Izraela. Pomiędzy skałami i głazami zasadzono około 3,5 tys. gatunków roślin.
- Gan HaKaktusim (Ogród Kaktusów) – położony na północ od Ogrodu Skalnego. Na powierzchni 6 akrów zgromadzono tutaj liczne gatunki kaktusów.
- Gan HaGazum (Ogród Przystrzyżony).
- Gan HaTropi (Ogród Tropikalny) – ma powierzchnię 5 akrów. Znajduje się tutaj zacienione palmami niewielkie jeziorko. Tutejszy mikroklimat jest korzystny dla bujnego wzrostu różnorodnych odmian storczyków i winorośli.

Dodatkowo w południowo-wschodnim krańcu parku znajduje się las Bereshit.

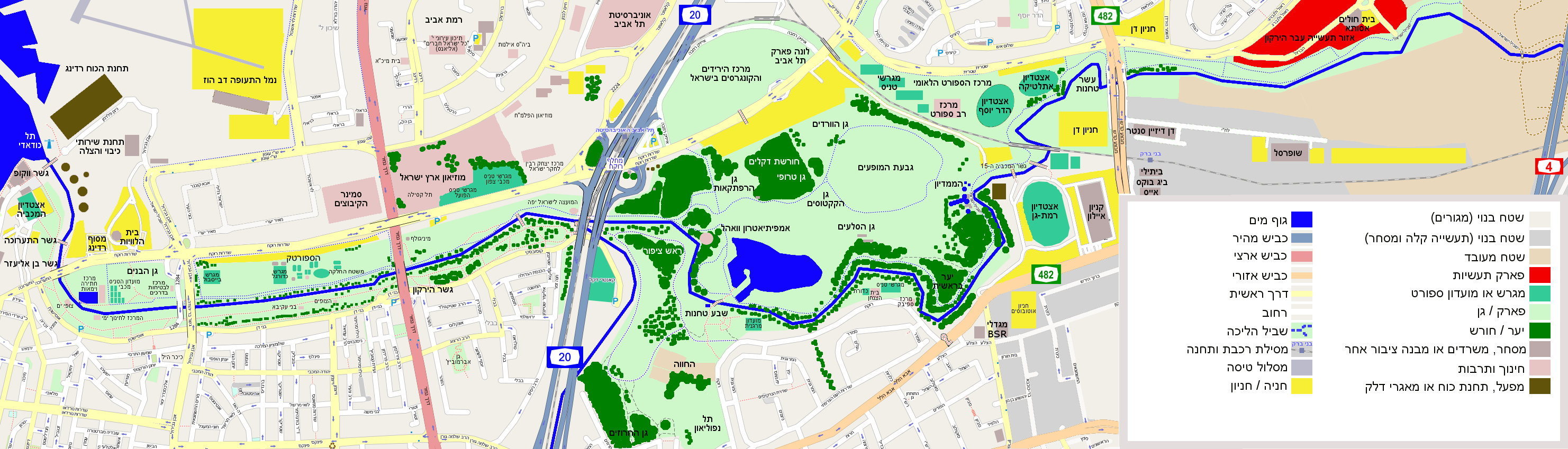
Plan Parku Jarkon

## Kultura

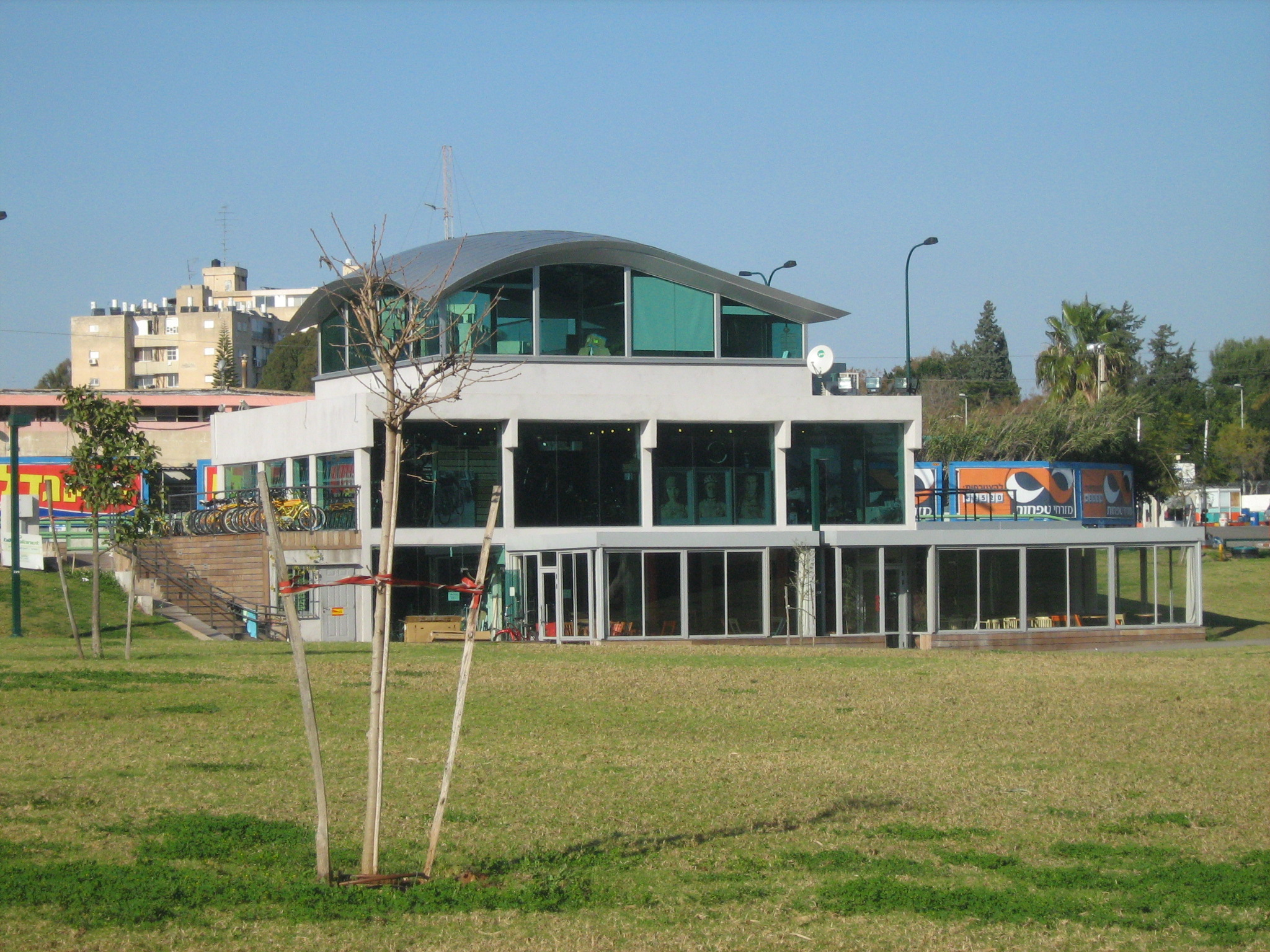
Park ha-Jarkon

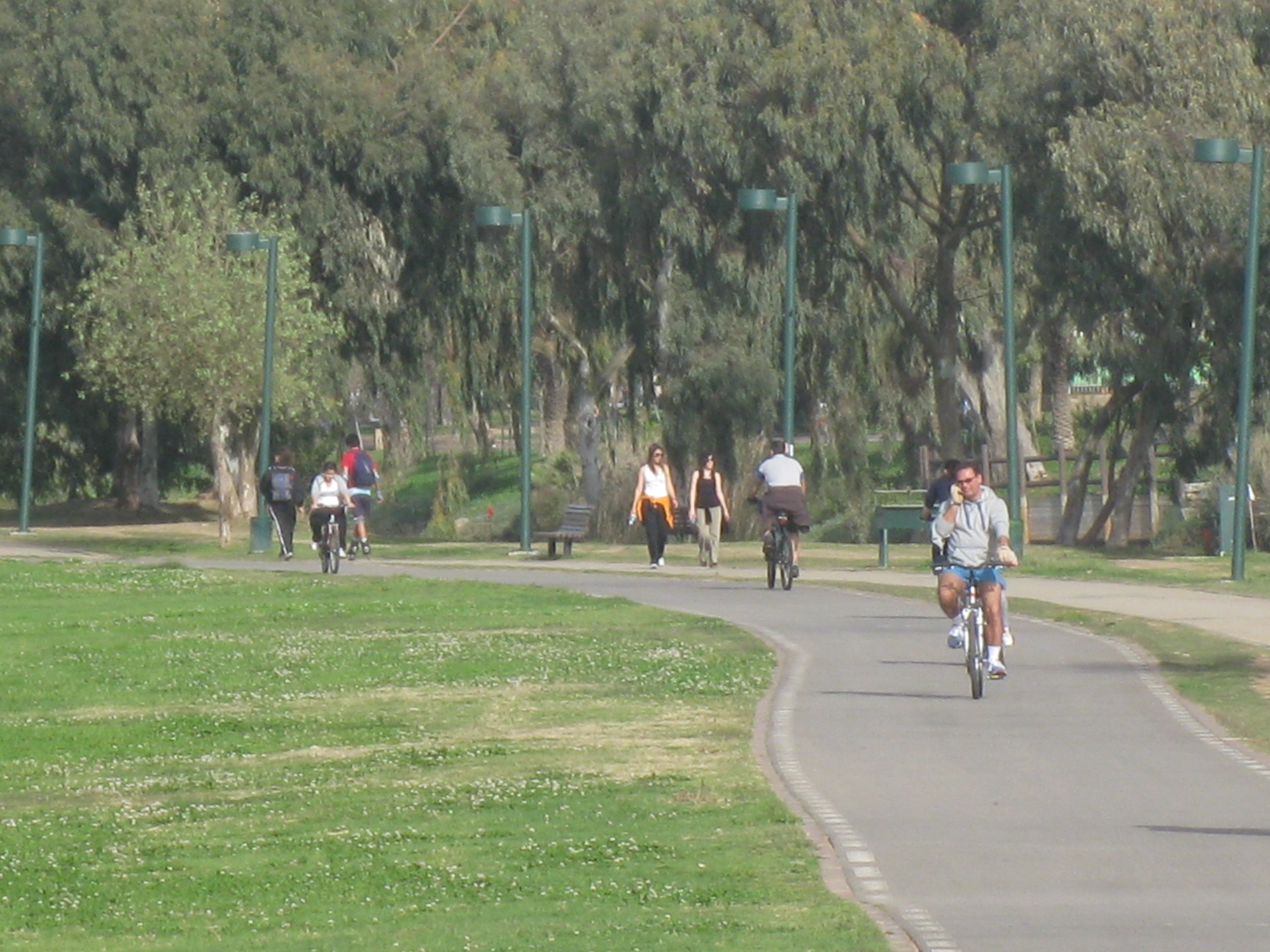
Park ha-Jarkon

W parku stworzono dwa miejsca koncertowe - średniej wielkości amfiteatr Wohl oraz dużo większy amfiteatr, który może pomieścić kilkadziesiąt tysięcy osób. Dzięki temu jest organizowanych tutaj wiele koncertów na wolnym powietrzu, np.: Guns N’ Roses (w 1993), Michael Jackson (w 1994), Madonna (w 1993 i 2009), David Bowie (w 1996), U2 (w 1997), Paul McCartney, Elton John, Tina Turner, Metallica (w 1993), Eurythmics, Dire Straits, Foreigner, The Prodigy, Westlife i 5ive i Britney Spears.
Organizowane są tutaj także koncerty muzyki poważnej Filharmonii Izraela i Opery Izraela. Opera Izraela wraz z władzami miejskimi Tel Awiwu realizuje od 2001 projekt „Opera w Parku” (hebr. אופרה בפארק). Celem przedsięwzięcia jest popularyzowanie opery jako gatunku sztuki, przed możliwie jak największą publicznością. Z tego powodu występy opery są organizowane corocznie w Parku Jarkon. Wejścia na spektakle są bezpłatne. W 2003 wystawiono operę Nabucco, w 2005 operę Samson i Dalila, w 2006 operę Rigoletto, w 2007 operę komiczną Napój miłosny. W 2008 operę La Traviata oglądało 70 tys. widzów. Również jedna z najsłynniejszych scen operowych na świecie, La Scala, wykonała w Parku Jarkon koncert Messa da Requiem Giuseppe Verdi, na który przyszło około 100 tys. widzów.
W parku jest organizowanych kilka cyklicznych imprez, takich jak:
- Festiwal „Pozdrowienia z Rosji”, podczas którego gościnnie występują muzycy z krajów byłego Związku Radzieckiego;
- Tydzień Książki Hebrajskiej;
- Festiwal Smak Miasta (Ta'am Ha'ir)[1].

## Sport i rekreacja
Na terenie Parku Jarkon można wypożyczyć rower i w ten sposób poruszać się po całym jego terenie. Część alejek parkowych jest wybrukowana i poruszanie się rowerem jest jednym z najlepszych sposobów zwiedzania parku. Początek tras rowerowych znajduje się w zachodniej części parku, tuż przy plaży. Trasy prowadzą bulwarami wzdłuż brzegów rzeki Jarkon, aby następnie rozdzielić się w kilka tras poprowadzonych po całym kompleksie parkowym.
W parku istnieje możliwość uprawiania jeździectwa, kajakarstwa lub wioślarstwa. W zachodniej części parku, na północnym brzegu rzeki Jarkon, znajduje się olimpijski ośrodek wioślarski Daniel Amichai Rowing Center. W centrum jest duża przystań, szkoła sportowa i ośrodek treningowy dla dwóch klubów wioślarskich. Założony w 1935 The Tel Aviv Rowing Club jest największym izraelskim klubem wioślarskim i prowadzi regularne treningi na rzece Jarkon. Architektura budynku centrum sportowego przypomina odwrócony do góry nogami statek. Na drugim piętrze budynku znajduje się restauracja z widokiem na rzekę. W parku jest także możliwość odbycia rejsu statkiem wycieczkowym po jeziorze.
W zachodniej części parki, na północnym brzegu rzeki Jarkon, znajduje się duży kompleks sportowy Sportek. Najbardziej wysuniętym na zachód jest kompleks kortów tenisowych należących do klubu sportowego Maccabi Tel Awiw. W pobliżu znajdują się boiska do piłki nożnej i baseballa. Baseball trenuje drużyna Tel Aviv Lightning. Dodatkowo w kompleksie sportowym znajdują się boiska do gry w koszykówkę i siatkówkę, oraz tory do jazdy na rolkach i deskorolce. W każdą sobotę instruktorzy prowadzą w parku otwarte zajęcia ćwiczeń jogi i treningi fitness. Mogą z nich korzystać wszyscy zainteresowani.
We wschodniej części parku znajduje się szczególny obiekt sportowo-rekreacyjny – aquapark Meymadion. Jest to największy park wodny w Izraelu. Na powierzchni 25 akrów terenów zielonych wybudowano baseny kąpielowe o różnych kształtach, zjeżdżalnie, fontanny.

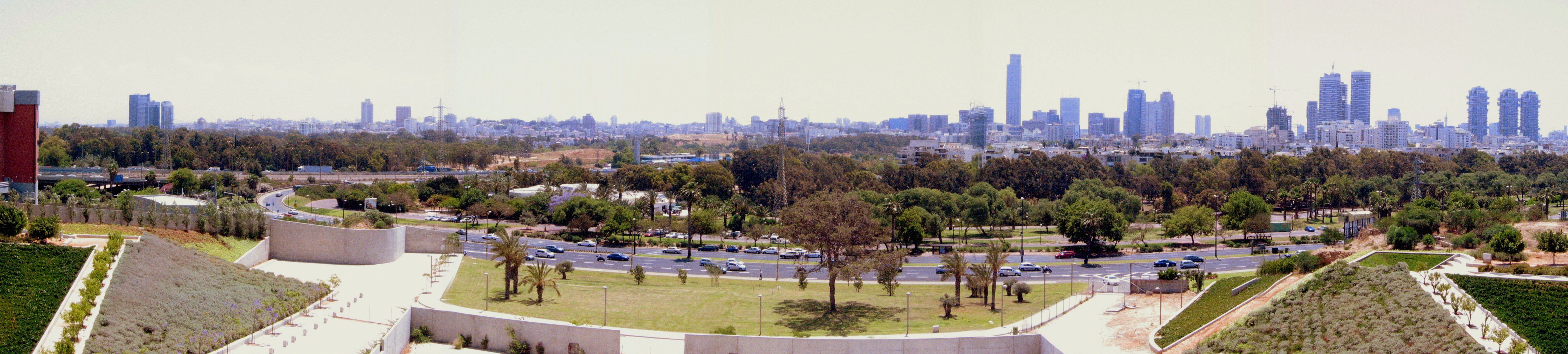
Panorama Parku Jarkon z Icchak Rabin Center

## Transport
Przez teren parku przebiega droga ekspresowa nr 2  (Tel Awiw-Netanja-Hajfa) oraz autostrada nr 20  (Ayalon Highway).
Przy parku znajdują się także stacje kolejowe Tel Awiw Uniwersytet i Bene Berak, obsługiwane przez Rakewet Jisra’el.